# August Erich Kyber
August Erich Kyber (russisch Август Эрих (Август Фёдорович) Кибер, * 25. Augustjul. / 5. September 1794greg. in Ērgļi, Livland; † 29. Märzjul. / 10. April 1855greg. in Nikolajew) war ein deutsch-baltischer Arzt und Teilnehmer an Entdeckungsreisen von Ferdinand von Wrangel.

## Leben
Von 1813 bis 1815 studierte Kyber Medizin an der Kaiserlichen Universität Dorpat. In den Jahren 1816 und 1817 weilte er zu weiteren Studien in Berlin und Göttingen. Nach seiner Rückkehr an die Universität Dorpat wurde er dort 1820 mit der Arbeit Dissertatio inauguralis med. meletemata quaedam de Inflammation promoviert. Nach Abschluss seines Studiums nahm er an einer von Ferdinand von Wrangel geleiteten Expedition in die sibirische Polarregion teil, von der er 1824 zurückkehrte. Von August 1825 bis September 1827 begleitete er erneut Wrangel bei dessen Weltreise. Anschließend war er zunächst Arzt bei der russischen Mittelmeerflotte und ab 1836 in Sankt Petersburg und Kronstadt als Militärarzt tätig. Ab 1848 lebte er in Nikolajew und war leitender Arzt der Schwarzmeerhäfen und der Schwarzmeerflotte.
Ab 1853 leitete er den Sanitätsdienst der Schwarzmeerflotte während des Krimkrieges. Er starb 1855 auf dem Höhepunkt des Krimkrieges in Nikolajew an Typhus.
Neben seinen Aufsätzen zu medizinischen Themen publizierte er Berichte über seine Teilnahme an den Expeditionsreisen von Ferdinand von Wrangel.
1828 wurde er zum korrespondierenden Mitglied der Russischen Akademie der Wissenschaften gewählt.
Ihm zu Ehren wurde an der Nordostküste der Tschuktschen-Halbinsel ein Kap nach ihm benannt: Kap Kyber.